# Taufic Guarch
Taufic Eduardo Guarch Rubio (ur. 4 października 1991 w Guadalajarze) – meksykański piłkarz pochodzenia hiszpańskiego i kubańskiego występujący na pozycji skrzydłowego lub napastnika, od 2024 roku zawodnik nikaraguańskiej Matagalpy.

## Kariera klubowa
Posiadający potrójne obywatelstwo Guarch, którego dziadkowie pochodzą z Kuby, urodził się w mieście Guadalajara i w wieku czterech lat rozpoczął grę w piłkę w tamtejszej małej drużynie o nazwie América. W późniejszym czasie przeprowadził się do Tepic, gdzie brał udział w olimpiadach młodzieżowych i był powoływany do lokalnych reprezentacji. W wieku 13 lat powrócił do Guadalajary i zaczął uczęszczać do akademii juniorskiej klubu Tecos UAG. Podczas jednego z juniorskich turniejów – Copa Chivas – został zauważony przez szkoleniowca pierwszego zespołu Miguela Herrerę, który włączył go do treningów drużyny seniorów. W meksykańskiej Primera División Guarch zadebiutował 5 września 2010 w przegranych 0:3 derbach miasta z Chivas i na koniec swojego premierowego sezonu Apertura 2010 zajął z Tecos przedostatnie miejsce w tabeli, rozgrywając dziesięć meczów bez zdobyczy bramkowej. 13 lutego 2011 w przegranej 1:4 konfrontacji z Morelią zanotował pierwszą w karierze asystę – przy trafieniu Mauro Cejasa.
Pod koniec sierpnia 2011 Guarch na zasadzie rocznego wypożyczenia z opcją wykupu zasilił hiszpański RCD Espanyol i dołączył do rezerw tego klubu, występujących w Tercera División. W zespole z Barcelony występował już rodak zawodnika, Héctor Moreno. Wstępne zainteresowanie młodym Meksykaninem przejawiały także Real Madryt i Juventus F.C.. W Espanyolu B zadebiutował 11 września 2011 w wygranym 4:3 ligowym pojedynku z Vilanovą, natomiast premierowego gola w czwartej lidze strzelił 13 listopada tego samego roku w zremisowanym 1:1 meczu z Montañesą.

## Kariera reprezentacyjna
W marcu 2011 Guarch został powołany przez selekcjonera Juana Carlosa Cháveza do reprezentacji Meksyku U–20 na Młodzieżowe Mistrzostwa Ameryki Północnej. Tam był podstawowym piłkarzem swojej ekipy – wystąpił we wszystkich pięciu spotkaniach i strzelił trzy gole w wygranym ostatecznie 5:0 meczu fazy grupowej z Trynidadem i Tobago. Meksykanie triumfowali w tych rozgrywkach po pokonaniu w finale 2:0 Kostaryki.
W czerwcu tego samego roku Guarch znalazł się w składzie młodzieżówki na Turniej w Tulonie, gdzie zdobył bramkę w zremisowanej 1:1, jednak przegranej później po rzutach karnych konfrontacji o trzecie miejsce z Włochami. Półtora miesiąca później został powołany na Mistrzostwa Świata U–20 w Kolumbii. Tam, podobnie jak na północnoamerykańskim turnieju, regularnie wybiegał na boisko w wyjściowym składzie i zanotował jedno trafienie w pięciu meczach – w fazie grupowej w wygranym 3:0 pojedynku z Koreą Północną. Jego kadra narodowa zajęła ostatecznie trzecie miejsce na światowym czempionacie.